# Budynek Poczty Polskiej w Oleśnicy
Budynek Poczty Polskiej w Oleśnicy – budynek użyteczności publicznej z 1894 roku w Oleśnicy przy ul. 3 Maja. Powstał jako siedziba Poczty Cesarskiej (niem. Kaiserliche Postamt). Obecnie mieści się w nim Urząd Pocztowy Poczty Polskiej nr 1 .
Budynek główny wraz z garażami i ogrodzeniem został wpisany do gminnej ewidencji zabytków, ale znajduje się poza wojewódzkim rejestrem zabytków.

## Historia
Pierwsze wzmianki dotyczące poczty w Oleśnicy pojawiły się w XVII wieku. Wówczas to w mieście istniał już urząd pocztowy, najprawdopodobniej ze stacją dla dyliżansów, a przez miasto wiodła trasa pocztowa Wrocław–Warszawa. Od 1706 roku przez miasto przebiegał jeden z dwóch szlaków łączących Drezno z Warszawą. Trasa ze stolicy Rzeczpospolitej Obojga Narodów wiodła przez następujące miasta Piotrków–Kępno–Oleśnica–Wrocław–Legnica–Görlitz–Budziszyn. Istnienie poczty w 1707 roku potwierdził również historiograf Johannes Sinapius. W tym okresie budynek poczty znajdował się przy dzisiejszej ul. Jana Matejki, przy wjeździe do miasta od strony Wrocławia.
23 stycznia 1890 roku dokonano zakupu działki, przy ówczesnej Ohlauerstrasse, pod budowę nowej siedziby poczty w Oleśnicy, współcześnie pomiędzy ulicami 3 Maja, Henryka Sienkiewicza i Pocztową . Usytuowanie poczty w tej części miasta wiązało się z niemieckimi planami zabudowy i rozwoju miasta w kierunku południowo-zachodnim. Nowy budynek poczty był gotowy do użytku w 1894 roku. Data ta figuruje także na planie sytuacyjnym budynku z tamtego okresu .
W trakcie działań wojennych w Oleśnicy podczas II wojny światowej budynek został zniszczony. 24 kwietnia 1945 roku urząd pocztowy rozpoczął swoją działalność z naczelnikiem Edwardem Strupińskim (został oddelegowany z Grodna). Jednak stan budynku, brak jego wyposażenia oraz fakt, iż budynek zajmowali jeńcy włoscy, sprawił, że załoga poczty musiała podjąć prace porządkowe i remontowe. Ostatecznie placówka została otwarta dla petentów w maju. W sierpniu w placówce w Oleśnicy powołano do życia Pocztową Służbę Ochrony, gdyż w okolicy występowało zbyt duże zagrożenie napadami. 5 września uruchomiono centralę telefoniczną pozwalającą na kontakt z urzędami pocztowymi we Wrocławiu, Trzebnicy, Namysłowie, Sycowie, Dobroszycach i Bierutowie. W latach 1964–1966 przeprowadzono remont i modernizację budynku.

## Architektura
Budynek w stylu neorenesansu północnoniemieckiego, podpiwniczony, murowany, zbudowany jest na planie litery „L” ze ściętym narożnikiem południowo-zachodnim, w którym znajduje się główne wejście do budynku od frontu oraz dodatkowe wejście od tyłu. Zakończenia obu skrzydeł w formie wysuniętych przed bryłę ryzalitów, w których również znajdują się drzwi wejściowe .
Dachy skrzydła północnego i południowego nakryte są dwuspadowymi dachami płynnie łączącymi się z prostopadle usytuowanymi dachami ryzalitów na końcach skrzydeł. Ryzality boczne w obu skrzydłach również są nakryte dachami dwuspadowymi. Dach nad narożnikiem z wejściem jest trójspadowy .

Przyziemie budynku wraz z I kondygnacją są ceglane. Kondygnacja II oraz szczyty są tynkowane. Narożniki licowane kamieniem . Narożnik południowo-zachodni sąsiaduje po obu stronach z trzykondygnacyjnymi ryzalitami. Na I kondygnacji znajduje się triforium z opaską z piaskowca zwieńczone odcinkowym naczółkiem. Na II kondygnacji prostokątne okna, również w opasce z piaskowca, przedzielone kamiennym słupkiem. Na III kondygnacji znajduje się biforium. Nad nim szczyt wykończony schodkowo ze spływami wolutowymi zakończonymi półkolistym tympanonem. W pozostałych częściach skrzydeł od frontu na I kondygnacji otwory okienne prostokątne z piaskowcowymi opaskami zakończone odcinkowo. Na II kondygnacji okna prostokątne w opaskach z piaskowca. W dolnej części dachu są lukarny, cztery w skrzydle północnym, trzy w południowym. Okna w nich przedzielone są drewnianymi słupkami, zwieńczone ozdobnymi wypukłymi tympanonami . Narożnik południowo-zachodni jest również trzykondygnacyjny. W jego dolnej części znajduje się portal piaskowcowy. Prowadzą do niego schody. Po bokach portalu po jednej kolumnie jońskiej, które osadzono na piedestałach dekorowanych motywami roślinnymi (rozetami). Nad portalem balkon z ażurową kamienną balustradą z obeliskami po bokach. Na II kondygnacji jest prostokątny otwór okienny w opaskach z piaskowca ze słupkiem. Otwór okienny zwieńczony jest belkowaniem zakończonym półkolistą blendą. Wyżej oculus, nad którym umieszczono płaskorzeźbę jaszczurki. Boki szczytu zdobione spływami wolutowymi i łukami odcinkowymi. Dodatkowym zdobieniem są obeliski .

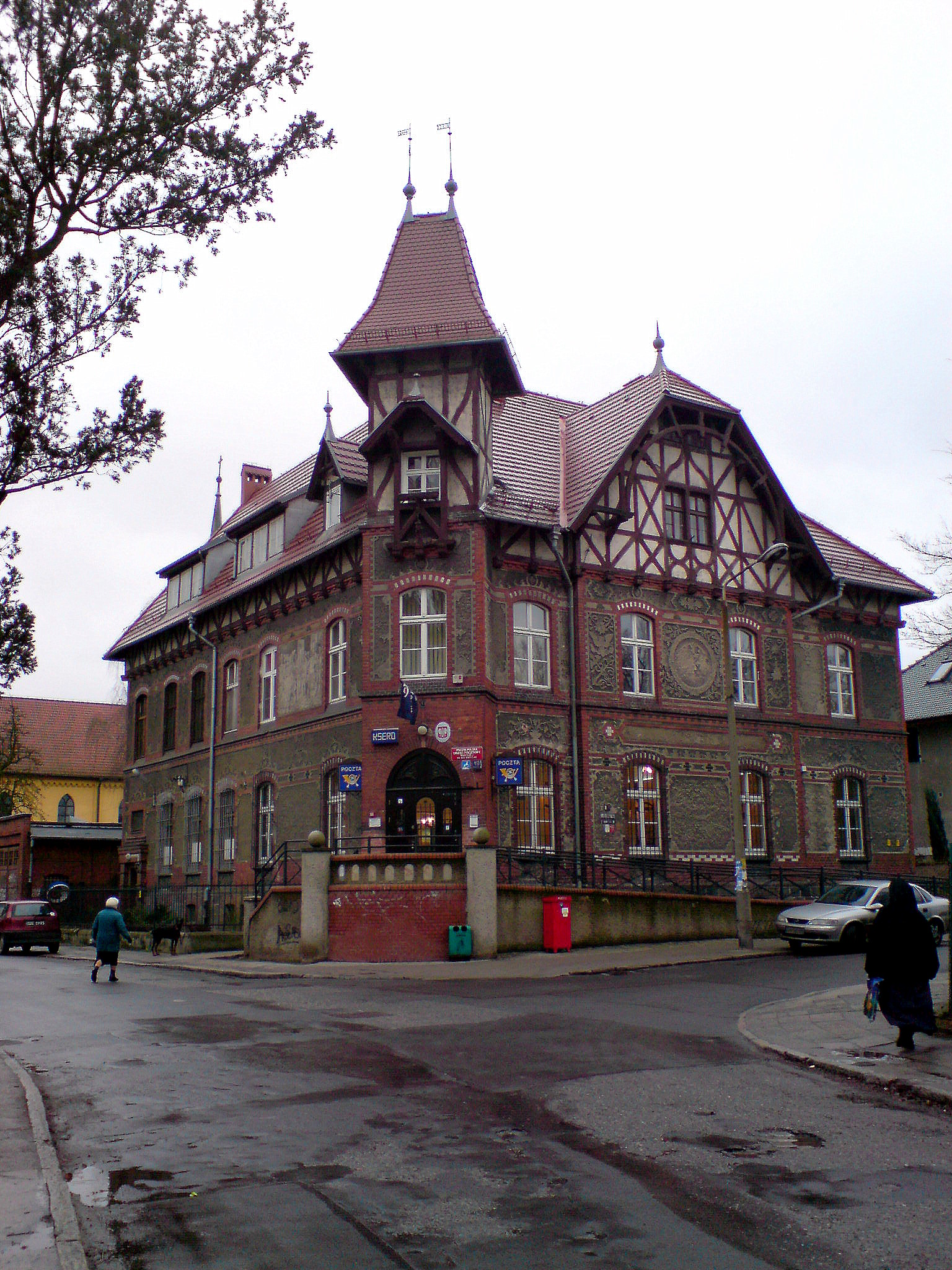
Budynek poczty przy ul. Jerzego Skoczylasa we Wrocławiu.

Do początku lat 70. XX wieku elewacja frontowa zdobiona sgraffitem z elementami roślinnymi, ale nie zostało ono zachowane . Dodatkowo w arkadzie nad wejściem głównym znajdowała się płaskorzeźba z wizerunkiem orła cesarskiego .
Zdzisław Żak podaje, że budynek poczty w Oleśnicy wykazuje podobieństwa architektoniczne i dekoracyjne z budynkiem poczty powstałej w 1894 roku we Wrocławiu przy dzisiejszej ulicy Jerzego Skoczylasa .

## Galeria

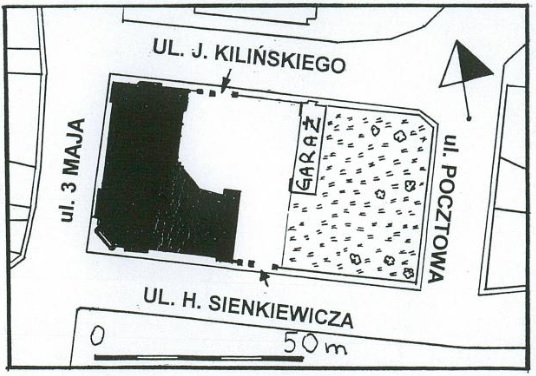
Położenie budynku poczty
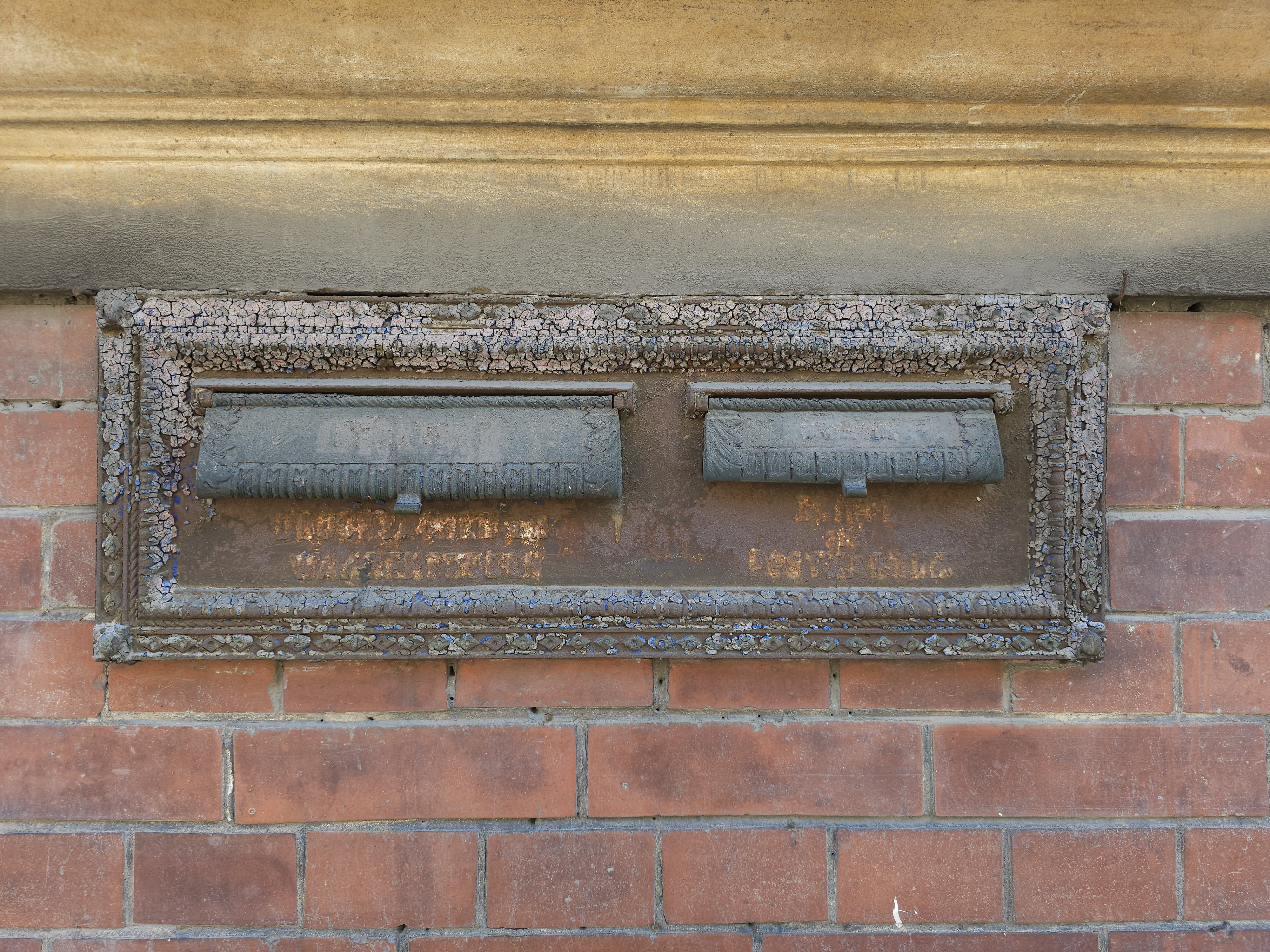
Pozostałość po skrzynce pocztowej w elewacji
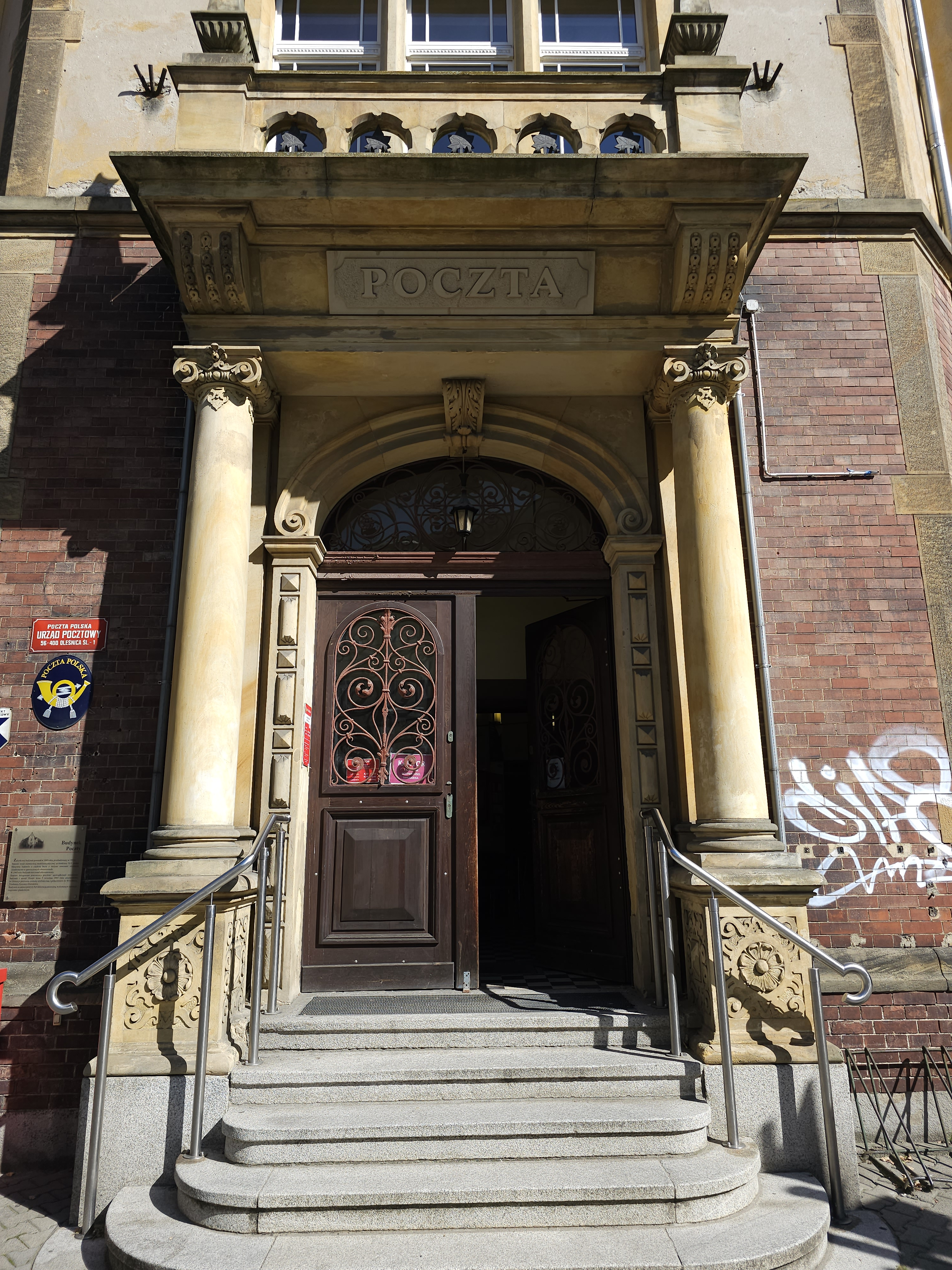
Portal wejściowy
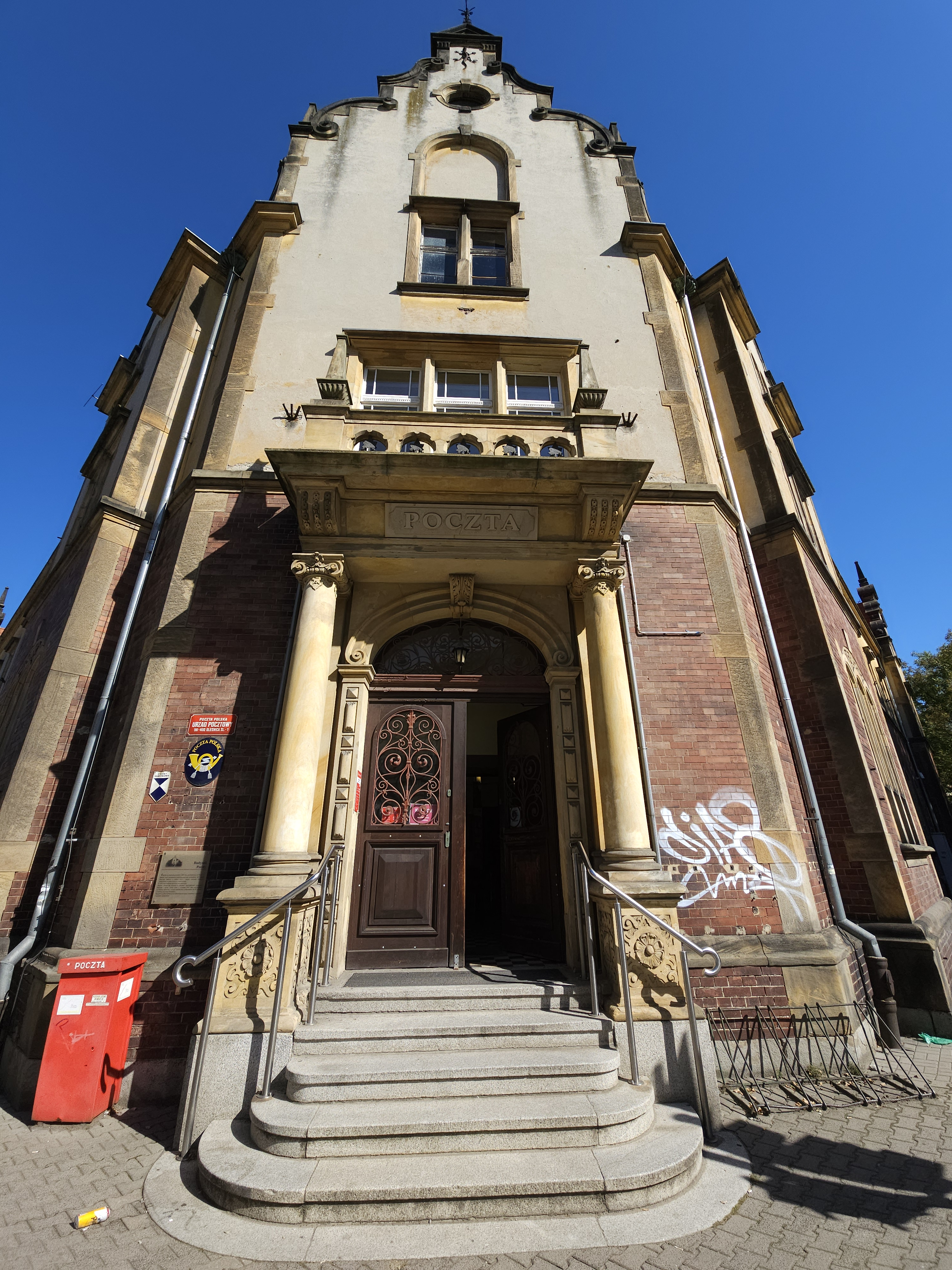
Narożnik południowo-zachodni z wejściem
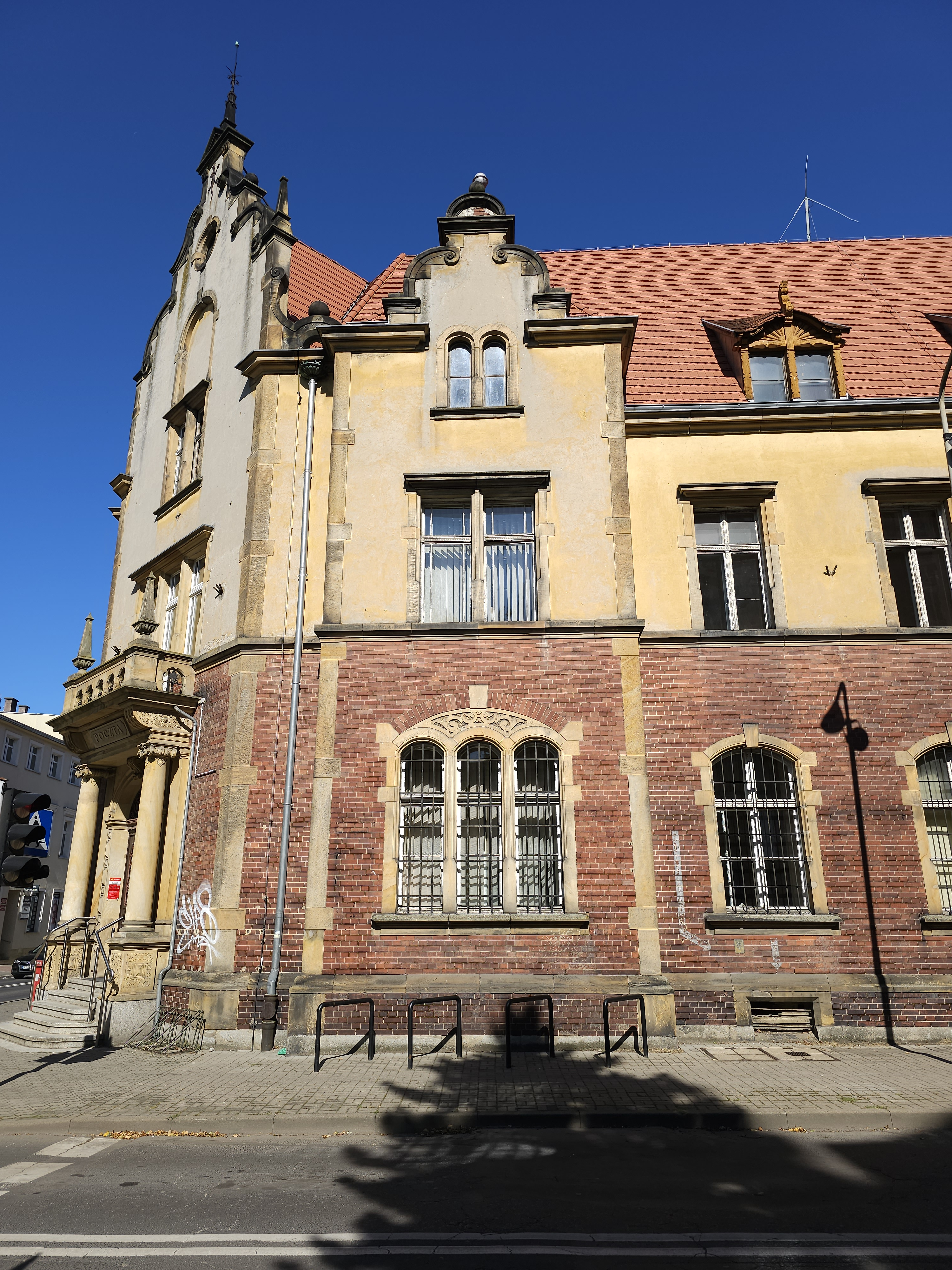
Ryzalit skrzydła południowego
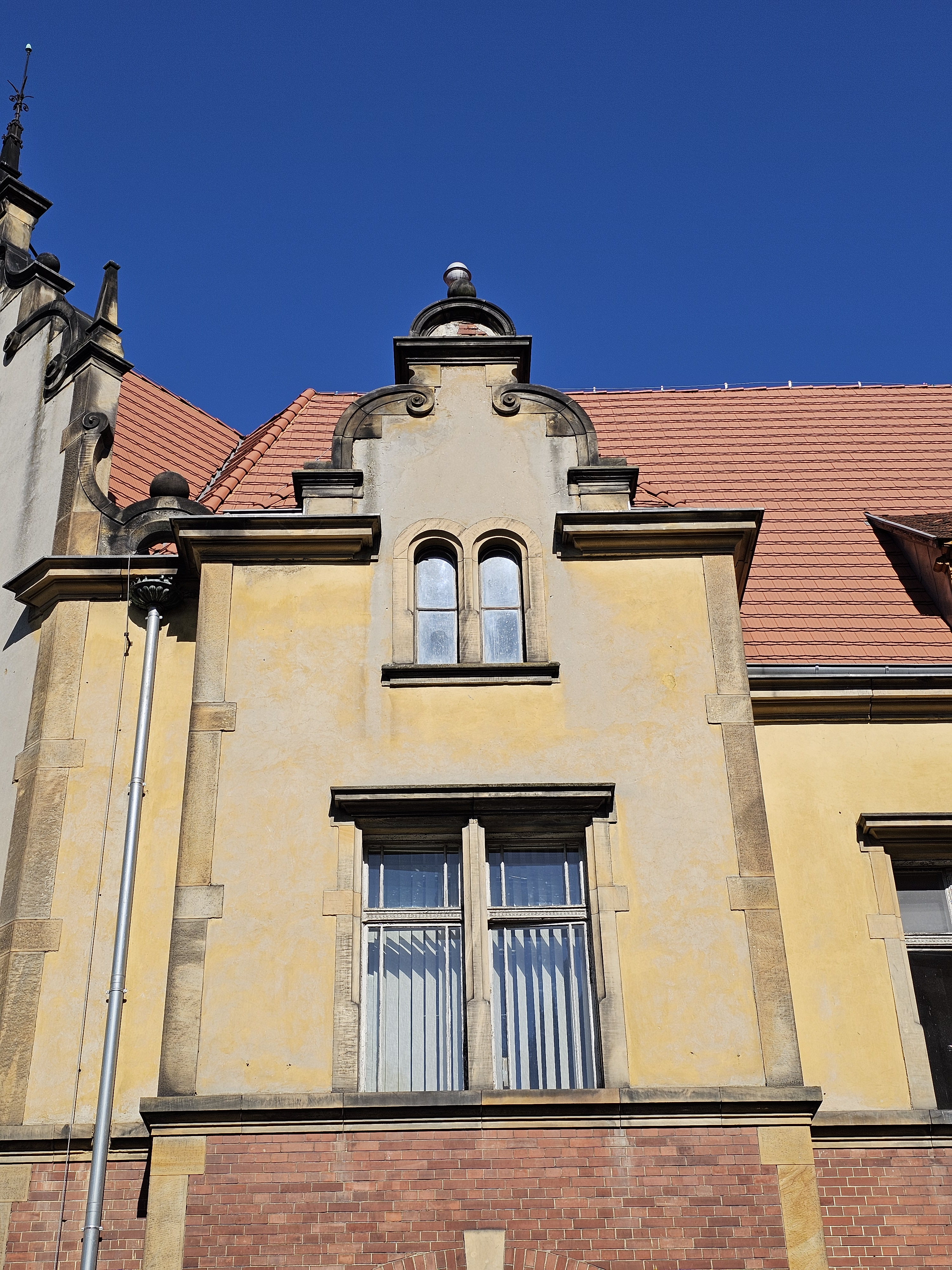
Okna piętra I i poddasza ryzalitu skrzydła południowego
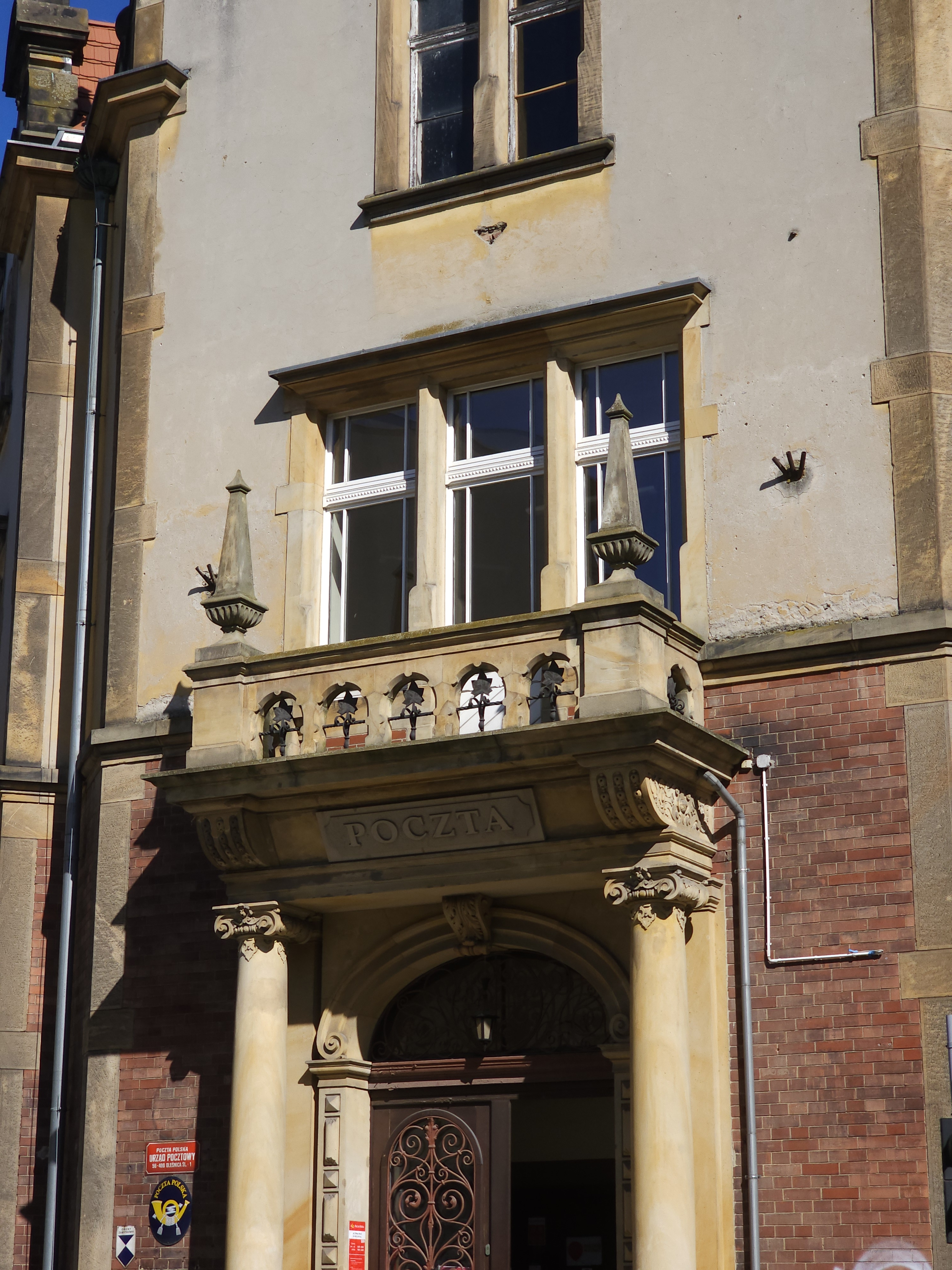
Balkon z balustradą nad wejściem
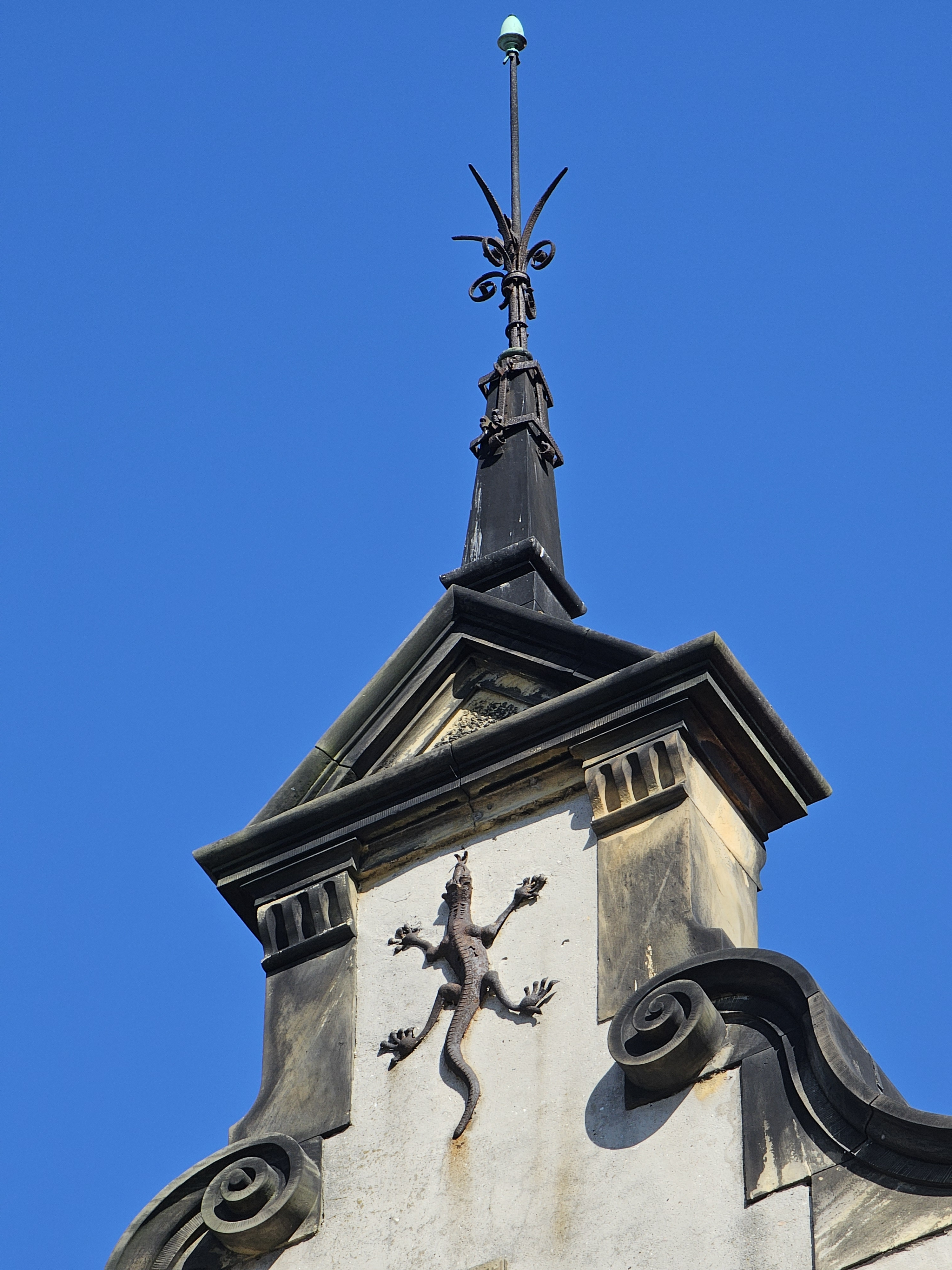
Szczyt elewacji zachodnio-południowej z jaszczurką
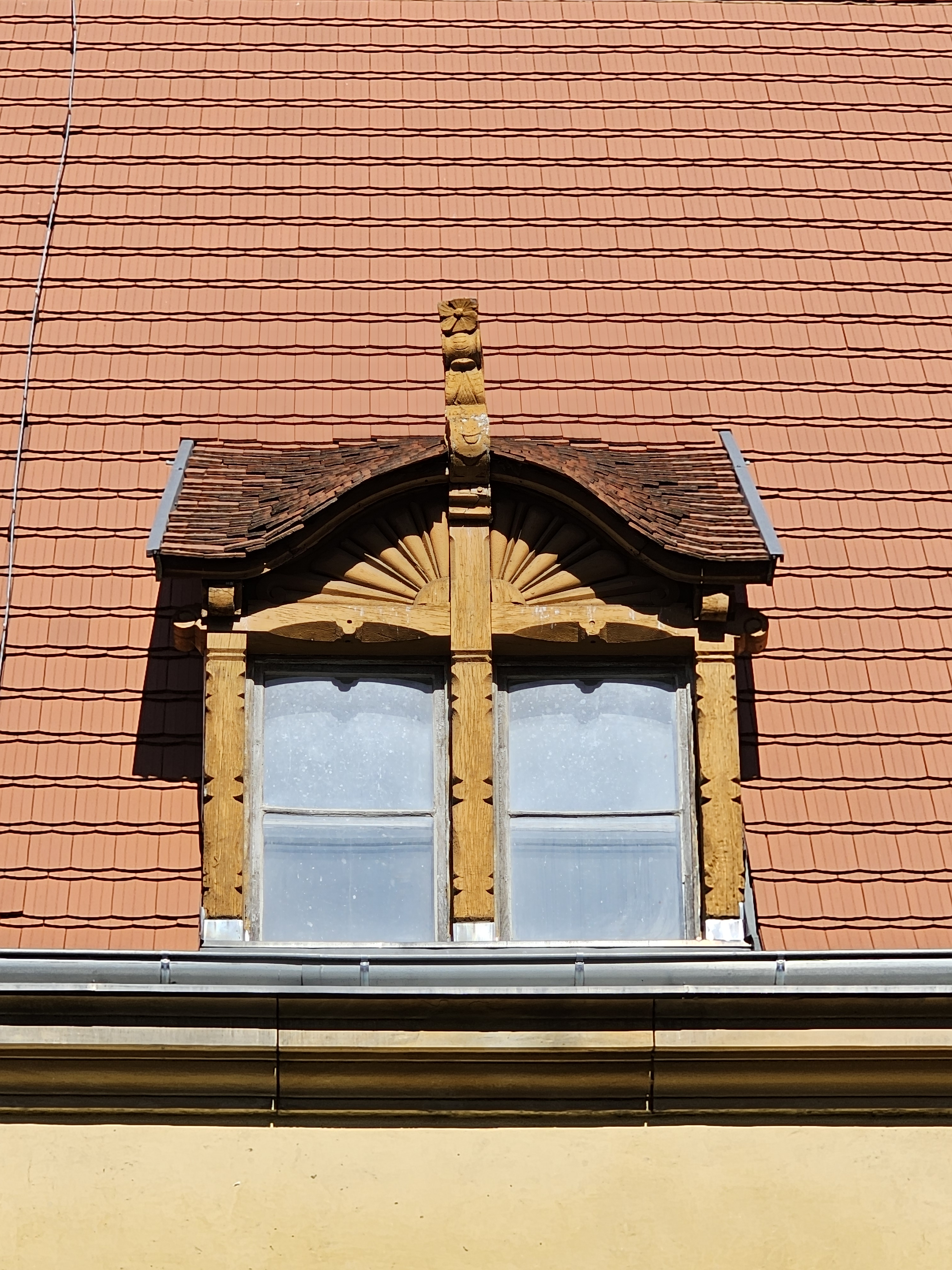
Lukarna od frontu
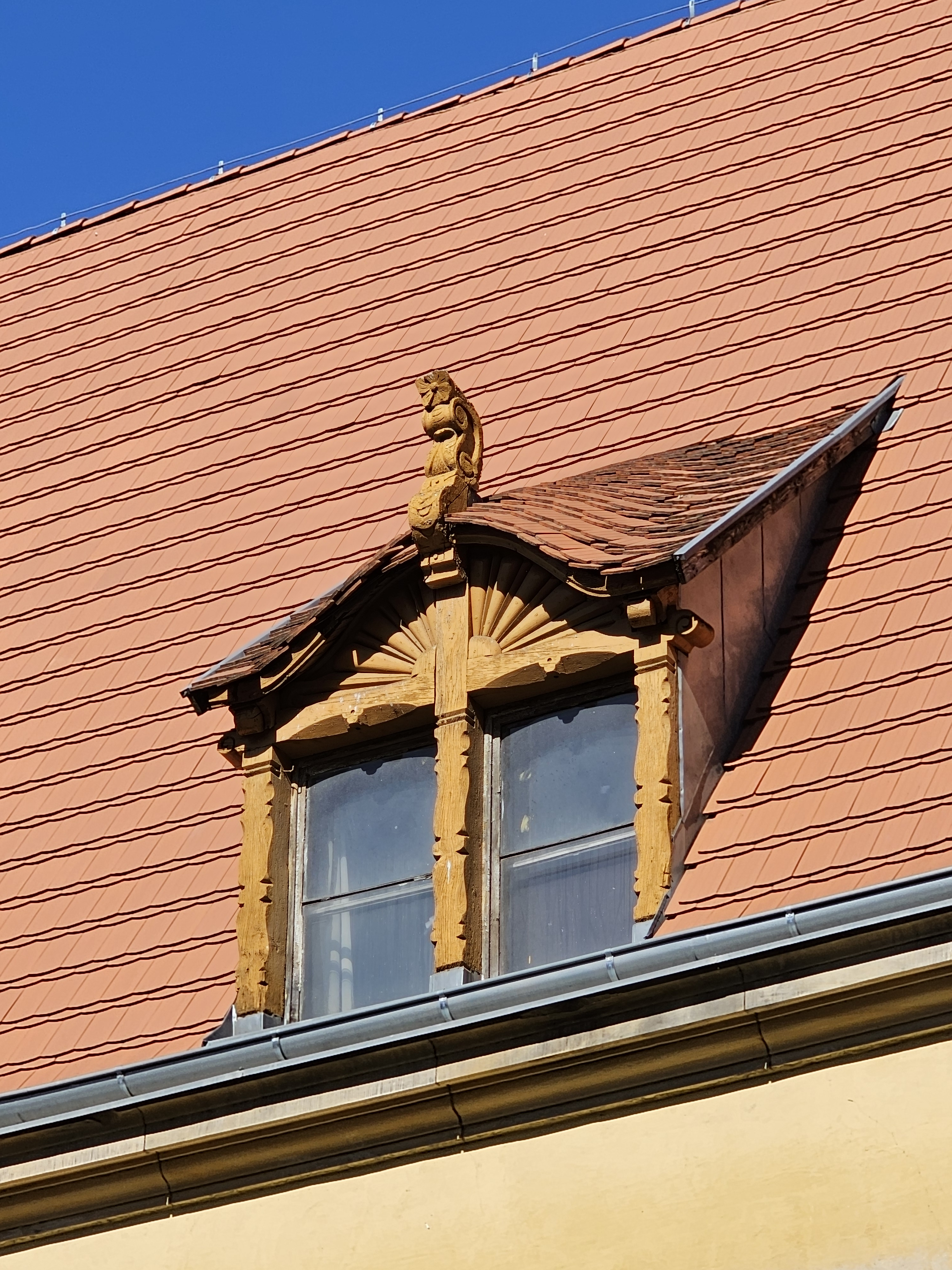
Widok na lukarnę z perspektywy
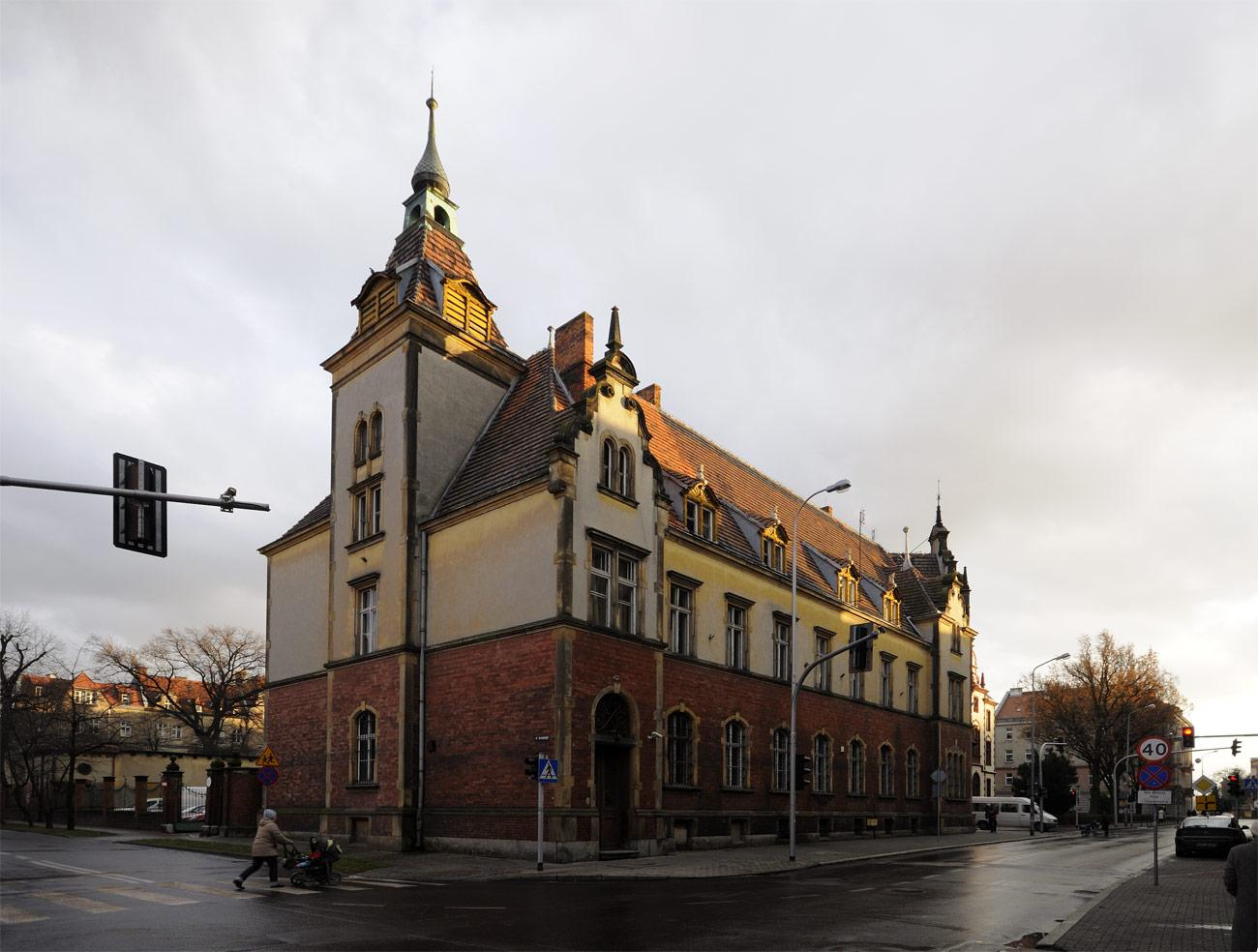
Zakończenie skrzydła północnego w formie ryzalitu